# 马甘
马甘，是西班牙卡斯蒂利亚-拉曼恰托莱多省的一个市镇。总面积29平方公里，总人口1236人（2001年），人口密度43人/平方公里。